# Poliția locală București
Poliția Locală a Municipiului București (PLMB) a fost înființată în baza Legii nr.155/2010 și a H.G. nr. 1332/2010 privind aprobarea Regulamentului-cadru de organizare și funcționare a politiei locale, prin reorganizarea Direcției Generale de Poliție Comunitară. Instituția se află în subordinea Primarului General al Municipiului București.
Activitatea Poliției Locale are ca obiect apărarea drepturilor și libertăților fundamentale ale cetățenilor, apărarea proprietății private și publice, prevenirea și descoperirea infracțiunilor. În îndeplinirea misiunii sale, Poliția Locală cooperează cu Poliția Română și Jandarmeria Română, în limitele legii.

## Brigada de Politie Calare din cadrul Politiei Locale București
Brigada de Politie Calare din cadrul Politiei Locale București este una dintre subunitățile Poliției locale București având în general o activitate de prevenire a infracțiunilor și contravențiilor în marile parcuri bucureștene. 

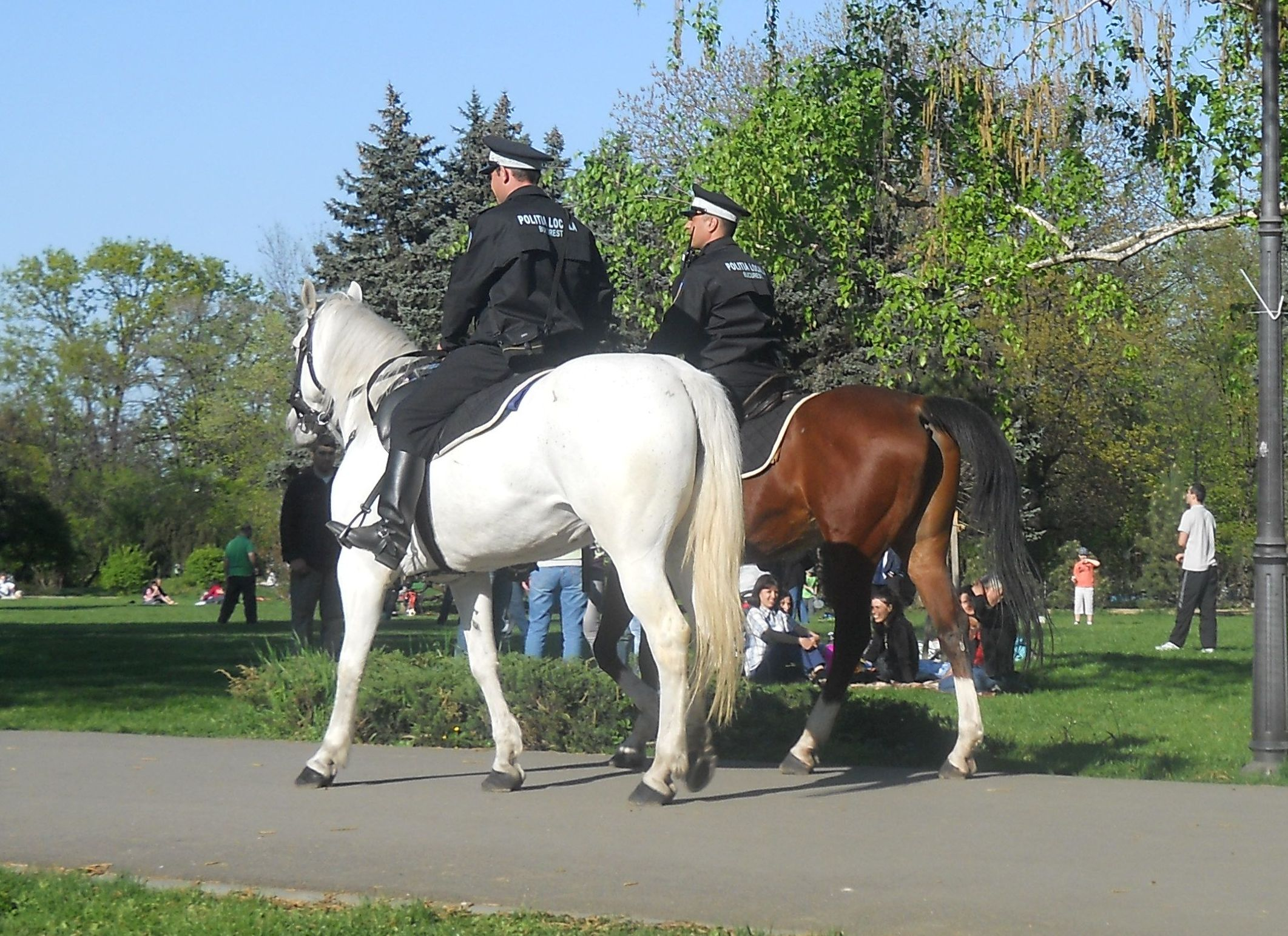
Poliție călare în Parcul Herăstrău

## Galerie

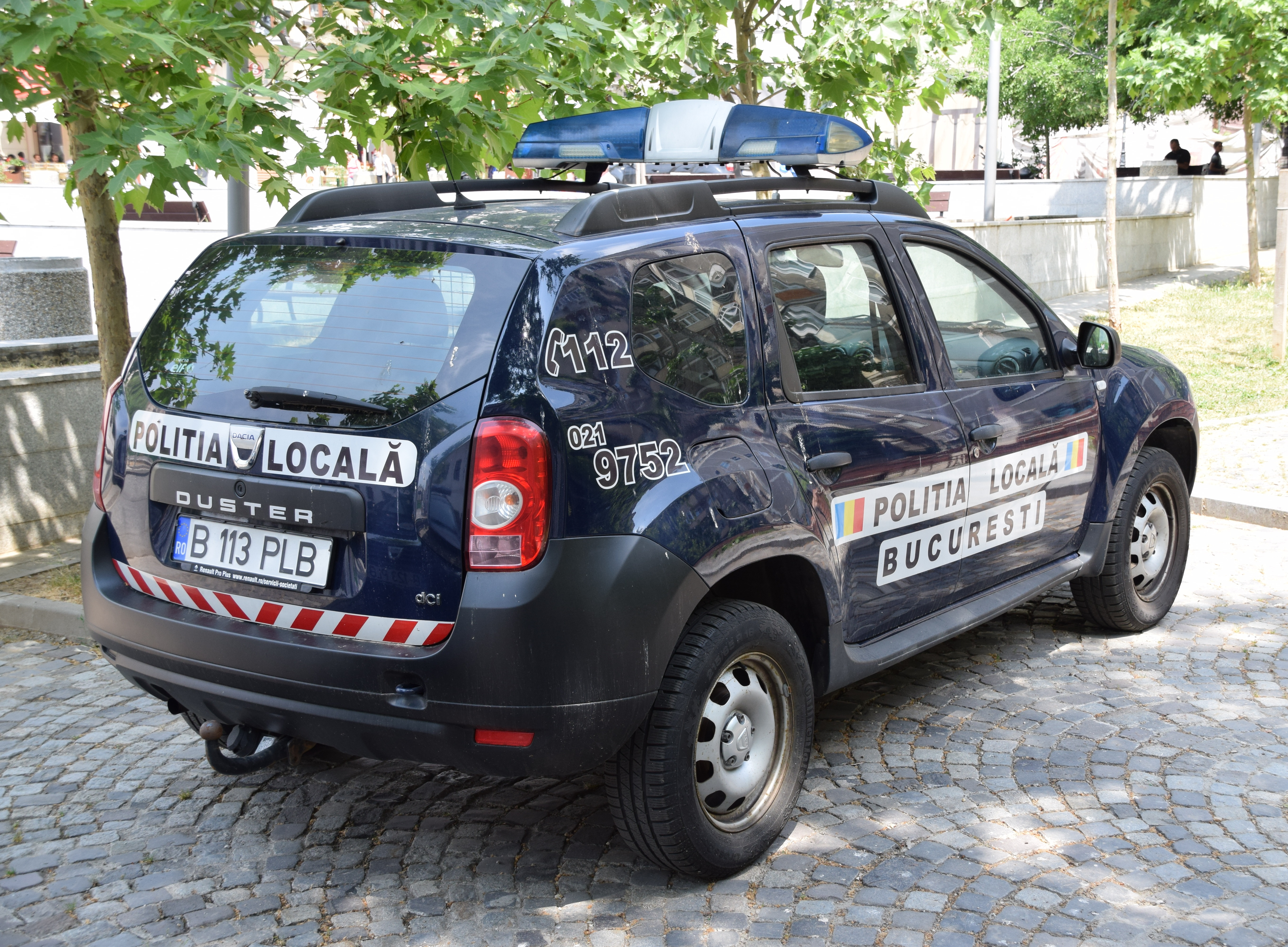
Dacia Duster al Poliției Locale București
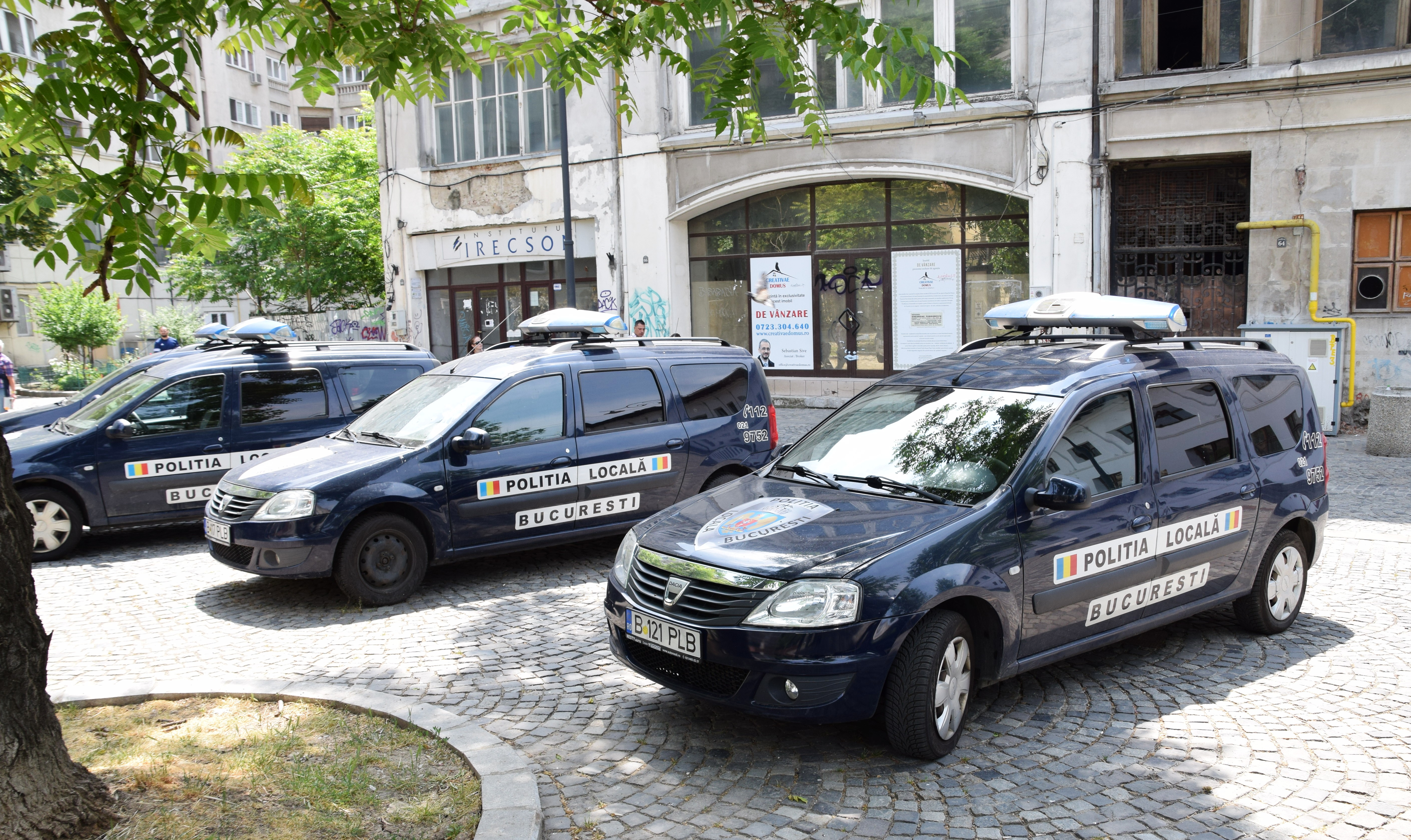
Mai multe Dacia Logan MCV ale Poliției Locale București
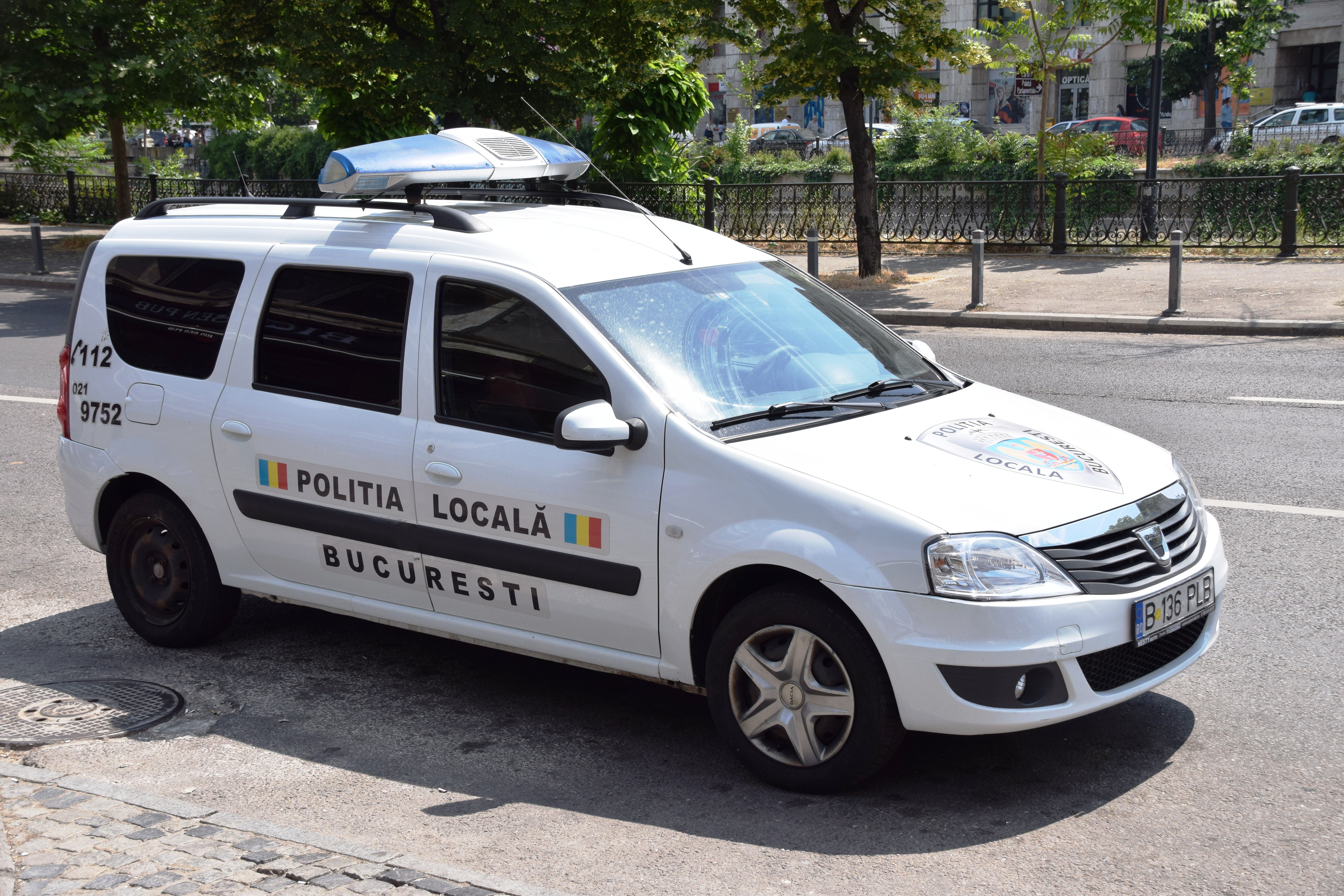
Autospecială a Poliției Locale București